# Mansur Abbas
Mansur Abbas (arab. منصور عباس, hebr. מַנְסוּר עַבַּאס, ur. 22 kwietnia 1974 w Magharze) – izraelski polityk narodowości arabskiej. Jest liderem arabskiej partii Ra’am i posłem Knesetu od 2019 roku.

## Życiorys

### Wczesne życie
Urodził się w mieście Maghar 22 kwietnia 1974 roku w rolniczej rodzinie. Miał dziesięcioro rodzeństwa. Ukończył stomatologię na Uniwersytecie Hebrajskim w Jerozolimie. Podczas studiów przewodniczył stowarzyszeniu arabskich studentów. Studiował również nauki polityczne na Uniwersytecie w Hajfie.

### Kariera polityczna
Po studiach przez niedługi okres pracował jako dentysta, jednak z czasem coraz częściej angażował się publicznie i politycznie.
W 2007 roku Abbas został sekretarzem generalnym Zjednoczonej Listy Arabskiej.
W kwietniu 2019 startował jako główny kandydat z ramienia Zjednoczonej Listy Arabskiej i partii Balad w wyborach do Knesetu. Sojusz partii zdobył 4 mandaty w tych wyborach. W kwietniu 2020 wygłosił przełomowe przemówienie na temat Holokaustu, w którym mówił o tragedii narodu żydowskiego zadanej przez nazistów. Zapewnił o swojej empatii dla bólu i cierpienia ocalałych z Holokaustu, a także o swojej solidarności z narodem żydowskim. Był pierwszym arabskim posłem w historii, który zdecydował się na tego typu przemówienie.
W 2020 głosował razem w ramach koalicji Zjednoczonej Listy przeciwko Porozumieniom Abrahamowym. Później tłumaczył, że wynikało to z decyzji koalicji, nie zaś jego samego.
W styczniu 2021 przed wyborami parlamentarnymi partia Ra’am wyszła z koalicji Zjednoczonej Listy. W 2021 podczas kryzysu izraelsko-palestyńskiego potępił spalenie kilku synagog przez uczestników zamieszek, odwiedził  także spalone obiekty.

#### Koalicja rządowa
2 czerwca 2021 poinformowano o podpisaniu umowy pomiędzy Ja'irem Lapidem i jego partią Jest Przyszłość a Abbasem i jego Zjednoczoną Listą Arabską o uformowaniu koalicji mającej na celu utworzenie nowego rządu Izraela.  Abbas stał się wówczas pierwszym arabskim politykiem w historii Izraela, który zgodził się na udział w rządzie. Nie został ministrem. Umowa koalicyjna między politykami zakładała około 35 miliardów szekli (ok. 10 miliardów dolarów) na rozwój arabskich terenów. Wraz z głosowaniem nad budżetem w 2021 partia Ra’am zagroziła rządowi, że nie poprze budżetu, w którym nie będzie zawarty plan finansowania dla terenów arabskich. Przyjęty plan zakłada 29,5 miliardów szekli (ok. 9 miliardów dolarów).
W listopadzie 2022 otrzymał reelekcję na posła dwudziestego piątego Knesetu.

#### Po 2022 roku
Potępił atak Hamasu na Izrael z 7 października 2023 roku. Wzywał do zawieszenia broni w Strefie Gazy, a podczas przemówienia w lipcu 2024 roku w Knesecie powiedział, że Izrael w Gazie zamordował 50 tysięcy cywilów. W marcu 2025 r. zapowiedział, że następna kadencja parlamentu będzie jego ostatnią.

## Poglądy polityczne
Określany jest jako konserwatysta. Powiedział, że ma więcej wspólnego z konserwatywnymi żydowskimi partiami jak Szas niż z ugrupowaniami liberalnymi społecznie jak Merec. Przed wyjściem z koalicji Zjednoczona Lista stawiał warunek, że koalicja nie może zagłosować za ustawami dotyczącymi praw osób LGBTQ+. Abbas opowiadał się także przeciwko ustawie zakazującej terapii konwersyjnej w Izraelu.
Dążył do zapewnienia funduszy na poprawę jakości życia (m.in. budowę mieszkań, rozwój elektryczności i walkę z przestępczością) na terenach arabskich.
Abbas spotkał się z szeroką krytyką środowisk palestyńskich po uznaniu Izraela za państwo żydowskie.

## Życie prywatne
Jest żonaty z nauczycielką angielskiego, mają trójkę dzieci. Nie jest spokrewniony z prezydentem Autonomii Palestyńskiej Mahmudem Abbasem.
Jest imamem w meczecie w rodzinnym Magharze.